# Gewürz-Kälberkropf
Der Gewürz-Kälberkropf (Chaerophyllum aromaticum), auch Aromatischer Kälberkropf oder Duft-Kälberkropf genannt, ist eine Pflanzenart aus der Gattung der Kälberkröpfe (Chaeriophallum) innerhalb der Familie der Doldenblütler (Apiaceae).

## Beschreibung

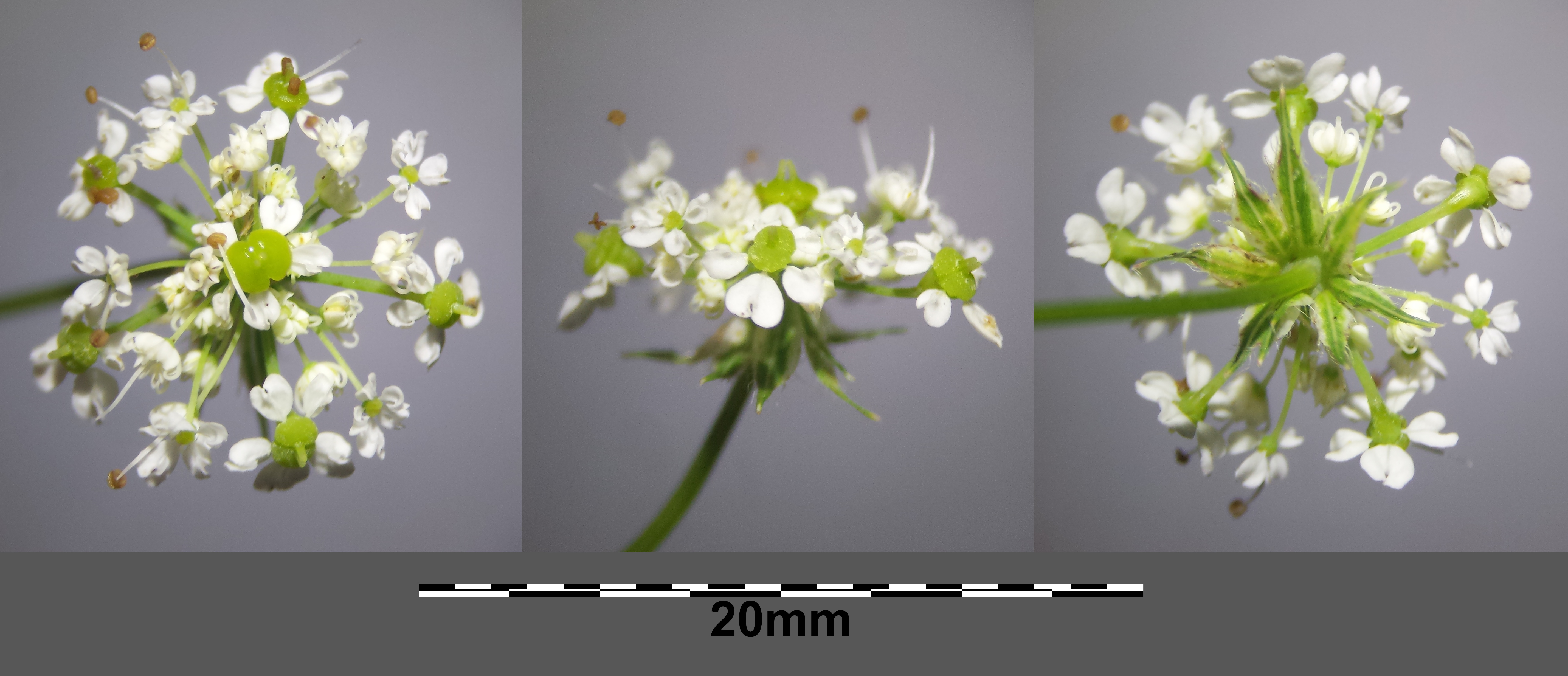
Döldchen

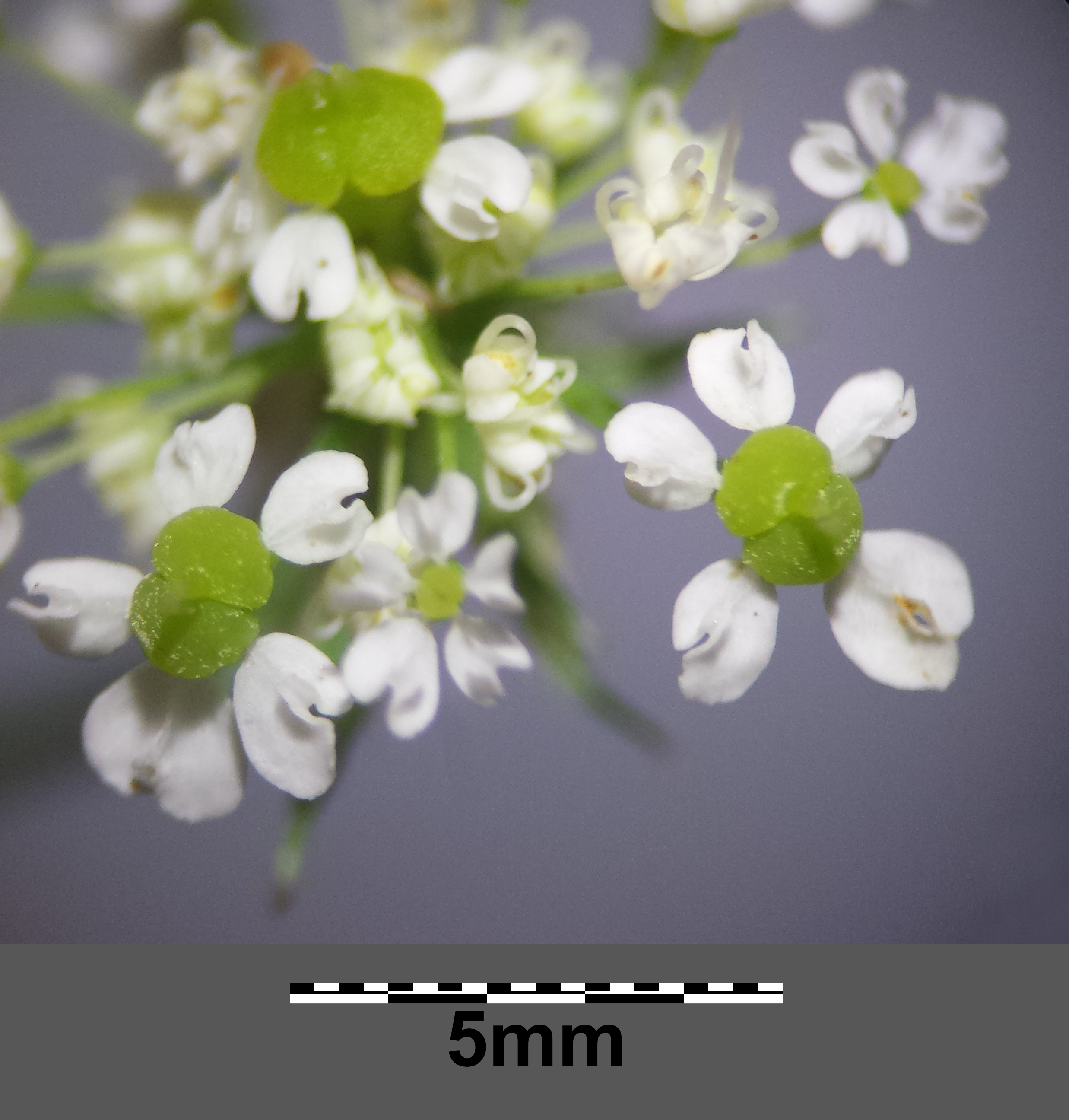
Blüten

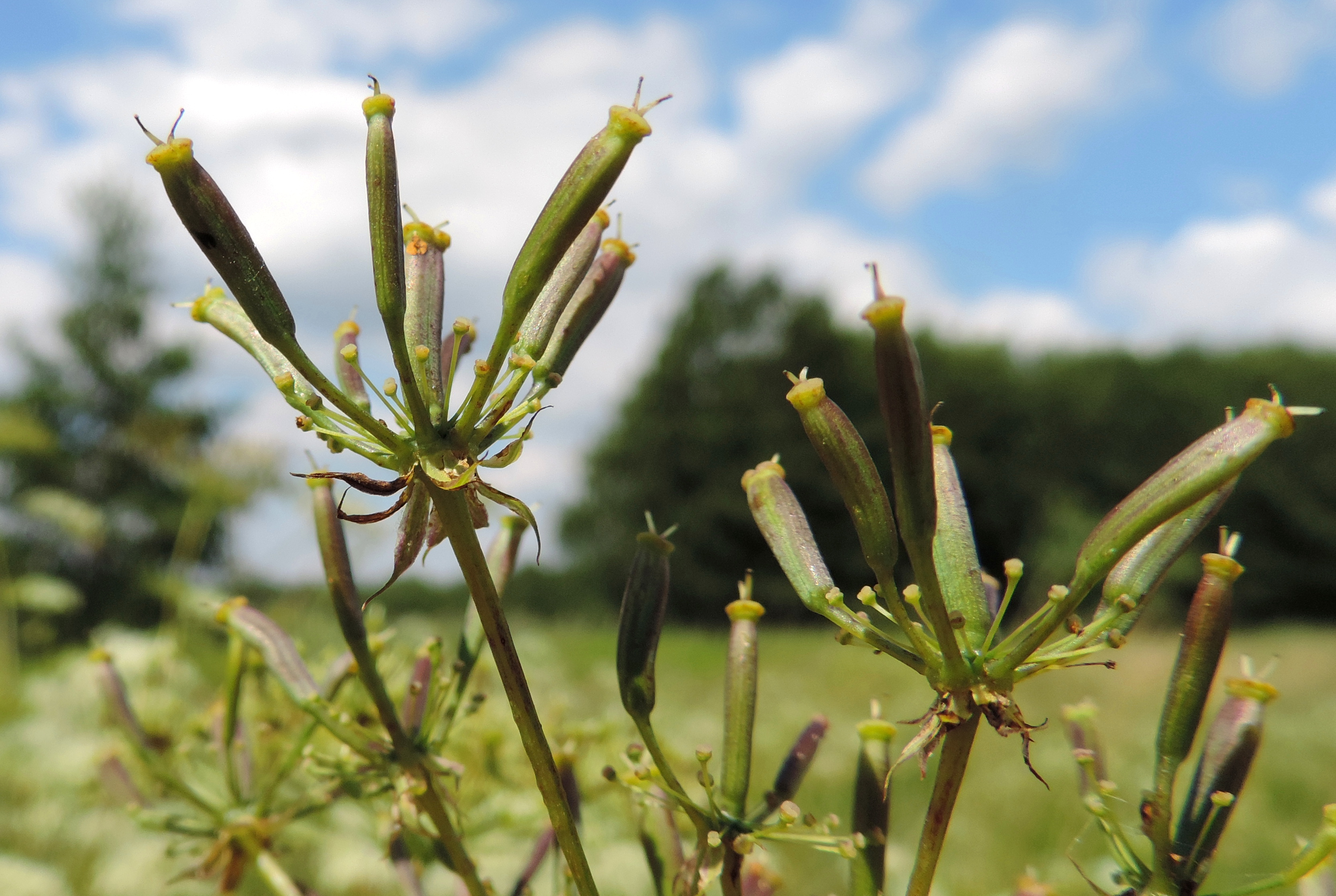
Fruchtstand mit Früchten

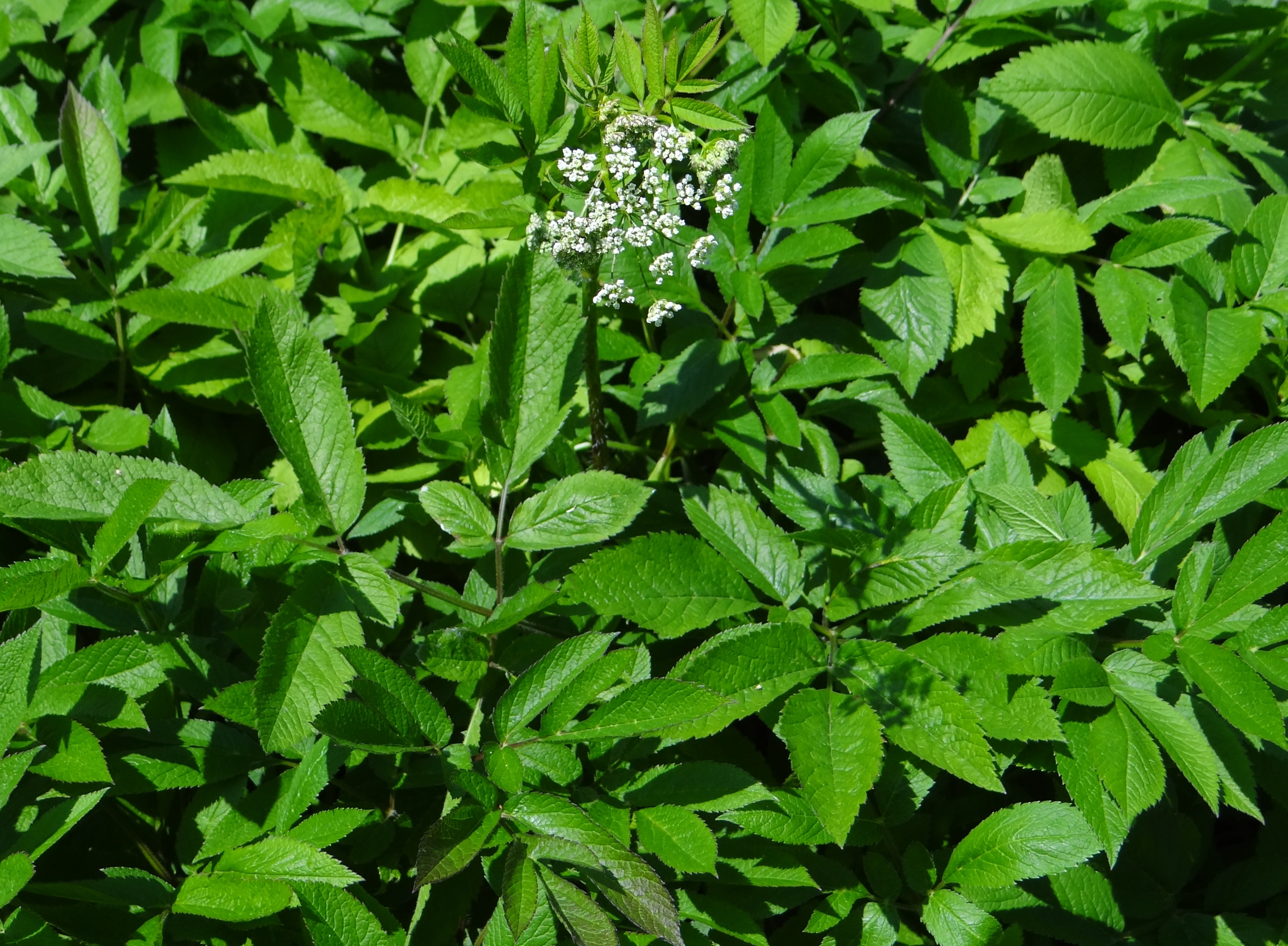
Habitus, Laubblätter und Blütenstand

### Vegetative Merkmale
Der Gewürz-Kälberkropf ist eine ausdauernde, krautige Pflanze und erreicht Wuchshöhen von bis zu 2 Metern. Die Pflanzenteile riechen würzig. Sie besitzt eine lange, kriechende Wurzel. Die aufrechten, kräftigen, verzweigten Stängel sind mit weißen, rückwärts gerichteten Trichomen borstig behaart.
Die wechselständig am Stängel angeordneten Laubblätter sind in Blattstiel, Blattscheide und Blattspreite gegliedert. Die unteren Laubblätter sind lang gestielt, die oberen sind kleiner und weniger zerteilt und sitzen auf der länglichen, breit hautrandigen Blattscheide, die an der Mündung oft bärtig gewimpert ist. Die Blattspreiten sind meist zweifach gefiedert. Die Blättchen sind bei einer Länge von 4 bis 10 Zentimetern  lang lanzettlich bis eiförmig und neben dem keilförmig verschmälertem Spreitengrund kahl oder schwach flaumig und weiß behaart. Das obere Ende der Blättchen ist spitz und bei den oberen Blättchen meist lang zugespitzt. Der Rand der Blättchen ist fein und gleichmäßig doppelt gesägt. Es sind keine Nebenblätter vorhanden.

### Generative Merkmale
Die Blütezeit reicht von Juni bis August. In einem doppeldoldigen Blütenstand befinden sich 12 bis 20 Strahlen. Die zurückgekrümmten Hüllblättchen sind bewimpert. Die Blütenstiele laufen strahlig auseinander und verdicken sich kaum bei Fruchtbildung. Die Döldchen enthalten viele Blüten.
Die mit Ausnahme des Gynoeceums fünfzähligen Blüten sind unscheinbar und besitzen keine Kelchblätter. Die fünf freien, weißen Kronblätter sind ausgerandet, zweilappig, zurückgebogen, nicht bewimpert und etwa 1 Millimeter lang. Es ist nur ein Kreis mit fünf freien Staubblättern vorhanden. Zwei Fruchtblätter sind zu einem unterständigen Fruchtknoten verwachsen. Zwei Griffel sitzen auf dem flach konischen Griffelpolster.
Die Fruchtstiele sind gekrümmt. Die gelb-braunen Doppelachänen sind bei einer Länge von 8 bis 13 Millimetern und einer maximalen Dicke von 3 Millimetern schmal eiförmig-länglich und seitlich leicht abgeflacht; sie besitzen breite und rundliche, mit je einem Ölstriemen versehene Rippen.

### Chromosomenzahl
Die Chromosomenzahl beträgt 2n = 22.

## Ökologie
Der Gewürz-Kälberkropf ist Wirtspflanze für die Pilzarten Diplonaevia chaerophylli, Erysibe polygoni, Pezizella saxonica, Caeomia aegopodi und Puccinia chaerophylli.

## Vorkommen
Der Gewürz-Kälberkropf ist in Mitteleuropa, in Osteuropa, im nördlichen Italien, auf der Balkanhalbinsel, in der Türkei und in Georgien verbreitet. In Großbritannien, Norwegen, Schweden, Dänemark und Finnland ist der Gewürz-Kälberkropf ein Neophyt. In Slowenien fehlt der Gewürz-Kälberkropf.
Der Gewürz-Kälberkropf besiedelt feuchte Habitate wie Bachauen, Ufergehölze oder schattig-feuchte Wälder. Er gedeiht auf nährstoffreichen, meist kalkarmen Lehmböden. Er ist eine Charakterart des Chaerophylletum aromatici aus dem Verband des Aegopodion podagrariae.
In Österreich kommt der Gewürz-Kälberkropf in den Bundesländern Burgenland, Niederösterreich, Wien und Oberösterreich zerstreut bis selten vor; in der Steiermark und Salzburg nur unbeständig.

## Taxonomie
Chaerophyllum aromaticum wurde 1753 von Carl von Linné in Species Plantarum, Band 1, Seite 259, erstveröffentlicht. Ein Synonym für Chaerophyllum aromaticum L. ist Chaerophyllum euboeum Halácsy.

## Trivialnamen
Für den Gewürz-Kälberkropf bestehen bzw. bestanden auch die weiteren deutschsprachigen Trivialnamen Wilde Engelwurz und Mattenkörfel.